# Bogenstirn-Hammerhai
Der Bogenstirn-Hammerhai oder Gekerbte Hammerhai (Sphyrna lewini) gehört zur Familie der Hammerhaie (Sphyrnidae) und erreicht maximale Größen zwischen 3,7 und 4,3 Meter und ein Gewicht von mehr als 150 Kilogramm. Er ist wahrscheinlich der häufigste Hammerhai küstennaher Regionen und ist nahezu weltweit in tropischen, subtropischen und gemäßigten Regionen verbreitet. Anders als viele andere Haie bildet er große Gruppen und einige Populationen zeigen ein ausgeprägtes Wanderverhalten.
Wie alle anderen großen Hammerhaie wird diese Art als dem Menschen potenziell gefährlich eingestuft, Haiunfälle mit Hammerhaien sind allerdings sehr selten dokumentiert. Aufgrund seiner Flossen und seiner Haut wird er kommerziell bejagt und ist als „stark gefährdet“ (endangered) eingestuft.

## Merkmale
Der Bogenstirn-Hammerhai erreicht maximale Größen zwischen 3,7 und 4,3 Meter und ein Gewicht von mehr als 150 Kilogramm. Die Vorderkante des sehr breiten, abgeflachten und hammerförmigen Kopfes verläuft bei dieser Art bogenförmig (daher der Name) und hat in der Mitte eine Einbuchtung beziehungsweise Kerbe, die Hinterkante ist konkav gebogen. Die Breite des Kopfes entspricht dabei zwischen 24 und 30 Prozent der Gesamtlänge des Hais. Er bildet damit einen auch im Vergleich zu anderen Hammerhaien sehr auffälligen Hammerkopf (Cephalofoil). Das an der Kopfunterseite befindliche Maul ist breit und parabolisch geformt mit kurzen Lippenfalten (Labialfalten). Die an den Enden der ausgezogenen Kopfseiten liegenden Augen sind klein, die davor liegenden Nasalgruben auffällig groß. Die Zähne haben gezähnte Kanten, die bei Junghaien noch fehlen, und besitzen nur eine Spitze. Dabei sitzen sowohl im Unter- wie im Oberkiefer 15 bis 16 Zähne auf jeder Seite und flankieren einen bis zwei Frontalzähne.
Die erste Rückenflosse des Bogenstirn-Hammerhais ist sehr groß und hoch. Sie setzt auf der Höhe der freien hinteren Enden der Brustflossen an und ist leicht sichelförmig. Die zweite Rückenflosse ist im Verhältnis zur ersten sehr klein und besitzt ein ausgezogenes hinteres Ende, das fast bis zur Schwanzflosse reicht. Die Analflosse ist deutlich größer als die zweite Rückenflosse. Die Brustflossen sind breit ansetzend und verhältnismäßig kurz. Die Schwanzflosse besitzt einen relativ kurzen unteren Lappen und einen sehr großen oberen Lappen, der in einen abgesetzten Endlappen ausläuft. Spritzlöcher sind bei Hammerhaien nicht vorhanden; wie andere Grundhaie besitzen sie fünf Kiemenspalten, wobei die vierte und fünfte Kiemenspalte bei dieser Art über der Brustflosse angeordnet ist.
Die Färbung der Körperoberseite ist oliv, bronze oder dunkel graubraun, die Bauchregion ist weißlich und die Unterseiten der Brustflossen weisen dunkle Enden auf weißem Untergrund auf. An der Brustflossenspitze gehen diese Flecken in eine unscharf begrenzte, schwarze Flossenspitze über. In sehr seltenen Fällen können albinotische Tiere auftreten.

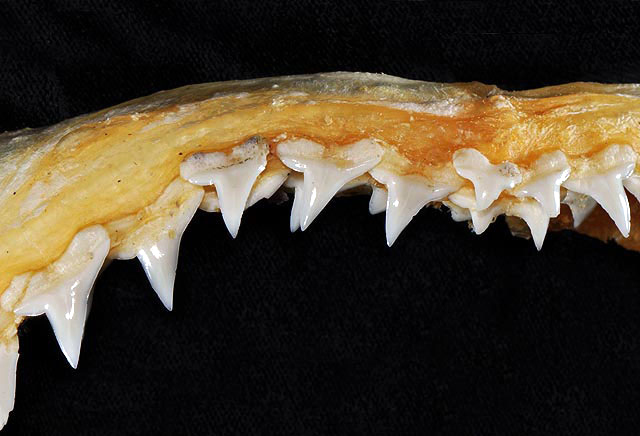
Obere Zahnreihe
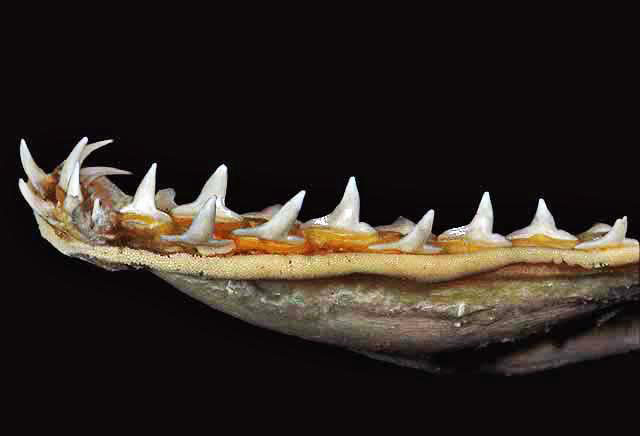
Untere Zahnreihe
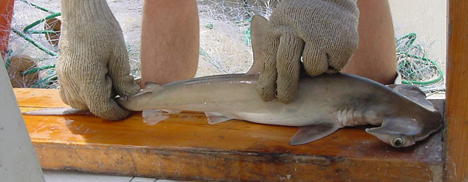
Jungtier

## Verbreitung und Lebensraum

Verbreitungsgebiet des Bogenstirn-Hammerhais

Der Bogenstirn-Hammerhai ist nahezu weltweit in küstennahen Regionen tropischer, subtropischer und gemäßigter Regionen verbreitet. Er ist wahrscheinlich der häufigste Hammerhai küstennaher Regionen. Das Verbreitungsgebiet umfasst den westlichen Atlantik (New Jersey bis Brasilien, Golf von Mexiko und Karibik), den östlichen Atlantik (Senegal bis Zaire), das Rote Meer, den Indischen Ozean (Südafrika, Pakistan, Indien, Malediven, Thailand), den westlichen Pazifik (Indonesien, China, Japan, Australien), den Zentralpazifik (Hawaii und Tahiti) sowie den östlichen Pazifik (Südkalifornien bis Ecuador). Im Mittelmeer kommen diese Haie nur selten vor und wandern wahrscheinlich über den Suezkanal sowie die Straße von Gibraltar ein, eine Fortpflanzung findet hier nicht statt.
Die Haie bewegen sich zwischen der Wasseroberfläche und Tiefen bis mindestens 275 Meter, wobei sie vor allem im Bereich des Kontinentalschelfs vorkommen. Sie halten sich sowohl im Freiwasser in Küstennähe wie auch im offenen Wasser (Pelagial) auf. Allerdings können die Haie auch in sehr flachen Uferzonen auftauchen und schwimmen auch in Flussmündungen und Buchten. An Korallenriffen sind sie am äußeren Riffabhang anzutreffen. Jungtiere verbringen in der Regel ihre ersten Lebensjahre aufgrund des besseren Schutzes vor größeren Raubfischen in flacheren Gewässern, in denen sie auch zur Welt gebracht werden.

## Lebensweise

### Verhalten

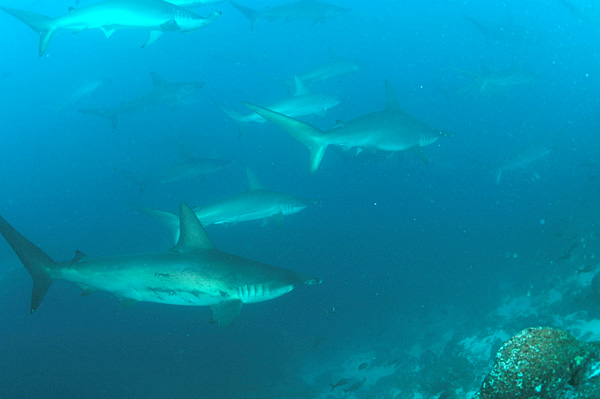
Gruppe von Bogenstirn-Hammerhaien

Erwachsene Tiere leben entweder paarweise oder als Einzelgänger und sind vorwiegend nachtaktiv. Die Jungtiere leben in Schwärmen von bis zu mehreren hundert Tieren, wie sie beispielsweise im Golf von Kalifornien sowie im Bereich mehrerer Inselgruppen wie den Galapagosinseln regelmäßig beobachtet werden. Auch jahreszeitlich oder regional können größere Schulen gebildet werden. Einige Populationen sind ortsgebunden wie im Bereich des Ostchinesischen Meeres, andere wandern über zum Teil große Strecken in Richtung Südpol, wie die Population vor Natal, Südafrika.
Im Regelfall schwimmen die Haie in normaler Körperlage, bei dieser Art kann jedoch auch das eindrucksvolle „Korkenzieher-Schwimmen“, bei dem sich der Hai in einer Vorwärtsbewegung um seine Achse dreht, sowie die Fortbewegung in Seiten- oder auch Rückenlage beobachtet werden. Gemeinsam mit anderen Verhaltensweisen wie Kopfschütteln, dem Öffnen des Maules, Abspreizung der Klaspern oder auch dem leichten gegenseitigen Rammen mit dem Kopf tritt dies vor allem in Haigruppen auf und dient wahrscheinlich der Kommunikation untereinander und drückt Aggressionen und Drohungen oder Revierverhalten aus. Viele Weibchen und einige Männchen tragen Narben, die sie von anderen Weibchen bei der Revierverteidigung bekommen haben.

### Ernährung
Die Nahrung des Bogenstirn-Hammerhais besteht vorwiegend aus verschiedenen Knochenfischen wie Sardinen, Heringen und Makrelen, aber auch Barrakudas und andere größere Fische werden als Beute angenommen. Außerdem ernähren sich die Haie von Wirbellosen, vor allem von Kopffüßern wie Tintenfischen und Kalmaren sowie Krebstieren. Daneben jagt er aber auch kleinwüchsige Haie wie die Scharfnasenhaie, Ammenhaie oder Schwarzspitzen-Riffhaie sowie Rochen, darunter auch Stechrochen.

### Fressfeinde und Parasiten
Junge Hammerhaie können Beutetiere für größere Haiarten darstellen, ausgewachsene Tiere besitzen dagegen kaum Fressfeinde. Wie bei den meisten größeren Meerestieren werden sie von einer Reihe von Parasiten befallen, darunter vor allem von Egeln wie Stilarobdella macrotheca oder Krebstieren wie Alebion carchariae, Alebion elegans, Nesippus crypturus und Kroyerina scotterum. Im Magen tritt der Spulwurm Neoomeia sphyrnae auf.

### Fortpflanzung
Wie alle Hammerhaie ist diese Art lebendgebärend (ovovivipar), wobei die ungeborenen Junghaie über eine Dottersack-Plazenta ernährt werden. Dabei wird der Dottersack, nachdem er von den Junghaien verbraucht wurde, in eine Plazenta umgebildet, die der der Säugetiere analog ist und im Laufe der weiteren Entwicklung die Ernährung über den mütterlichen Blutkreislauf sicherstellt.
Die Weibchen bringen nach einer Tragzeit von 9 bis 10 Monaten 13 bis 38 Jungtiere zur Welt; dafür begeben sie sich meist in flachere Meeresregionen, in denen die Junghaie auch die ersten Lebensjahre verbringen. Die Jungtiere sind bei der Geburt zwischen 40 und 55 Zentimeter groß. Die Tiere wachsen relativ langsam und erreichen die Geschlechtsreife mit einer Körperlänge von 140 bis 210 Zentimetern bei den Männchen und 200 bis 230 Zentimetern bei den Weibchen. Die maximale Lebensdauer wird auf über 30 Jahre geschätzt.

## Systematik
Der Bogenstirn-Hammerhai wurde erstmals 1834 von Edward Griffith und Charles Hamilton Smith als Zygaena lewini beschrieben, später jedoch der durch Constantine S. Rafinesque-Schmaltz beschriebenen Gattung Sphyrna zugeordnet, der er heute noch angehört. Insgesamt werden in dieser Gattung acht Arten geführt, die gemeinsam mit der nur durch den Flügelkopf-Hammerhai (Eusphyra blochii) gebildeten Gattung Eusphyrna die Familie der Hammerhaie (Sphyrnidae) bilden.
Auf der Basis phylogenetischer Untersuchungen von morphologischen sowie molekularbiologischen Merkmalen (Isoenzyme und mitochondriale DNA) konnte nachgewiesen werden, dass der Bogenstirn-Hammerhai die Schwesterart des Glatten Hammerhais (Sphyrna zygaena) darstellt und beide gemeinsam mit dem Großen Hammerhai (Sphyrna mokarran) ein Taxon bilden, das den anderen Arten der Gattung Sphyrna gegenübergestellt wird.
Im Jahr 2006 wurde durch die Arbeitsgruppe um Joseph M. Quattro über molekularbiologische Methoden festgestellt, dass es innerhalb der Art einen vergleichsweise großen genetischen Unterschied in der mitochondrialen DNA zwischen Bogenstirn-Hammerhaien unterschiedlicher Regionen gibt. Über ihre Daten identifizierten die Autoren eine Population im nordwestlichen Atlantik, die sie als potenziell eigene, kryptische Art einschätzten. Im gleichen Jahr identifizierte eine weitere Arbeitsgruppe die sehr enge Bindung weiblicher Bogenstirn-Hammerhaie an spezifische Regionen, die als Geburtsorte der Junghaie dienen, sowie die damit verbundene genetische Isolation einzelner Populationen.
Der in älterer Literatur als eigenständige Art aufgeführte Weißflossen-Hammerhai (Sphyrna couardi) wurde 1986 mit dem Bogenstirn-Hammerhai synonymisiert.

## Beziehung zum Menschen
Menschen gegenüber verhalten sich Bogenstirn-Hammerhaie in der Regel nicht aggressiv und sind meist eher scheu. Es wurde aber auch schon aggressives Verhalten gegenüber Tauchern beobachtet.
Der Bogenstirn-Hammerhai wird wie alle anderen großen Hammerhaie als dem Menschen potenziell gefährlich eingestuft. Begegnungen mit Tauchern und Schwimmern sind durch seine küstennahe Lebensweise vergleichsweise häufig. Die Zahl der unprovozierten Angriffe ist allerdings sehr gering, insgesamt sind für alle Hammerhaiarten der Gattung Sphyrna nur 17 Haiunfälle dokumentiert, keiner davon mit tödlichem Ausgang. Eine genaue Zuordnung zu bestimmten Arten wird dabei in der Regel nicht getroffen, vor allem zwischen dem Bogenstirn-Hammerhai und dem Großen Hammerhai (Sphyrna mokarran) kommt es zu regelmäßigen Verwechslungen.
Der Hai wird sowohl kommerziell als auch in der Sportfischerei befischt. Dabei kann er sowohl im Küstenbereich wie in der Hochsee gefangen werden, wobei Langleinen sowie Grund- und Schleppnetze zum Einsatz kommen. Wie bei anderen Großhaien sind vor allem in Asien die großen Flossen als Basis der bekannten Haifischflossensuppe begehrt, der meist noch lebende Torso wird nach der Entfernung sehr häufig zurück ins Meer geworfen (Shark-Finning), wo er verendet. Allerdings werden das Fleisch der Tiere und vor allem die Haut (Haileder) ebenfalls regelmäßig genutzt, die Überreste werden zur Fischmehlherstellung und zur Vitamingewinnung genutzt.
Hinzu kommen auch in Regionen, in denen die Hammerhaie nicht selbst bejagt werden, regelmäßig hohe Beifangzahlen, da die Tiere in Küstennähe in der Regel mit kommerziell sehr begehrten und stark befischten Arten vergesellschaftet sind. Aufgrund der sehr ungenauen Daten zur Hochseefischerei liegen allerdings keine konkreten Fangzahlen oder Angaben zu Populationsgrößen und -veränderungen vor.
Der Bogenstirn-Hammerhai gilt gemeinhin als eine der häufigsten Hammerhaiarten. Er ist dennoch in seinem gesamten Verbreitungsgebiet als „stark gefährdet“ (endangered) in der Roten Liste gefährdeter Arten der IUCN eingestuft. Im März 2013 wurde auf der Artenschutzkonferenz der CITES in Bangkok eine Regulierung des Handels mit Bogenstirn-Hammerhaien beschlossen, die Regelung trat am 14. September 2014 in Kraft.